# Teugn

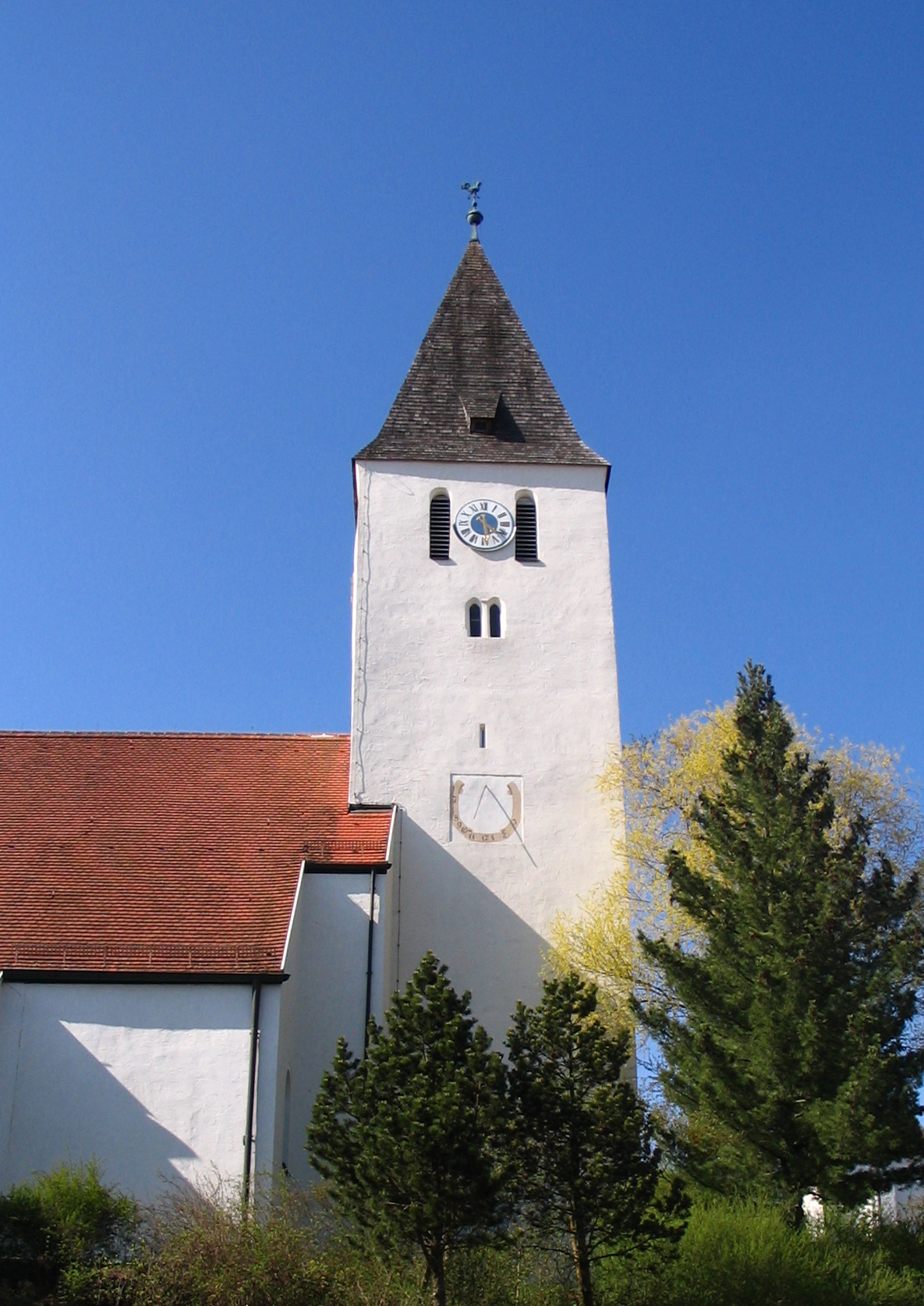

Teugn est une commune de Bavière (Allemagne), située dans l'arrondissement de Kelheim, dans le district de Basse-Bavière.